# Chenopodium huanghoense
Chenopodium huanghoense là loài thực vật có hoa thuộc họ Dền. Loài này được C.P. Tsien & C.G. Ma mô tả khoa học đầu tiên năm 1978.